# سفيرومورسك
سفيرومورسك (بالروسية: Североморск) هي إحدى مدن روسيا في الكيان الفدرالي الروسي مورمانسك أوبلاست.

## توأمة
لسفيرومورسك اتفاقيات توأمة مع كل من:
- Tervola [الإنجليزية]‏
- كيمي
- سور فارانغر
- غروزني

## أعلام
- فاديم يميليانوف